# Diognet (escriptor)
Diognet (en llatí Diognetus, en grec antic Διόγνητος) fou un escriptor grec. Era l'encarregat de mesurar les distàncies de les marxes d'Alexandre el Gran i va escriure una obra sobre aquest tema. És esmentat per Plini el Vell (Naturalis Historia VI, 17).